# Walter Cordero
Walter Antonio Cordero Morales (Hualañé, Chile, 18 de febrero de 1965) es un exfutbolista chileno que jugó como arquero.

## Trayectoria
Oriundo de Hualañé, comenzó a jugar al fútbol en Unión Comercial de su ciudad natal, pero en la posición de delantero. En un partido  en que en la serie honor faltó el arquero, fue ubicado en dicha posición, teniendo un destacado rendimiento, no saliendo más del puesto. Tras ser visto por ojeadores de Rangers, fue invitado a una prueba, quedando en el equipo rojinegro. Debutó como profesional durante la temporada 1985. Consiguió alternar en el arco con Wilfredo Leyton en 1987, año en que el equipo descendió a la Primera B. Para la temporada siguiente, siendo dirigido por Hugo Solís, forma parte del plantel que obtiene el título de la entonces Segunda División.
Al año siguiente, cedido en Deportes Linares fue uno de los arqueros más destacados de la Primera B. Tras un 1990 de regreso en Rangers, en 1991 firma para Deportes Concepción, en donde juega Copa Libertadores, sin embargo no obtiene regularidad luego de quedar como tercer arquero tras Nicolás Villamil y Óscar Wirth. En 1992 defiende el arco de Provincial Osorno de la Primera B, en donde se coronaría como campeón de la categoría siendo dirigido por Jorge Garcés.
En 1993 pasa a O'Higgins de la Primera División. En 1994, defiende el arco de Santiago Wanderers de la Primera B. En 1995 pasa a Deportes Antofagasta de la Primera División, donde juega hasta el segundo semestre de 1997, donde pasa a formar parte del plantel de Deportes Puerto Montt en Primera División. Luego, tiene dos pasos por Deportes La Serena (1998 y 2000) y Huachipato (1999), para tener su última temporada como profesional en Rangers el año 2001.

## Clubes
| Club                        | País  | Año       |
| --------------------------- | ----- | --------- |
| Rangers                     | Chile | 1985-1990 |
| → Deportes Linares (cedido) | Chile | 1989      |
| Deportes Concepción         | Chile | 1991      |
| Provincial Osorno           | Chile | 1992      |
| O'Higgins                   | Chile | 1993      |
| Santiago Wanderers          | Chile | 1994      |
| Deportes Antofagasta        | Chile | 1995-1997 |
| Deportes Puerto Montt       | Chile | 1997      |
| Deportes La Serena          | Chile | 1998      |
| Huachipato                  | Chile | 1999      |
| Deportes La Serena          | Chile | 2000      |
| Rangers                     | Chile | 2001      |

## Palmarés

### Campeonatos nacionales
| Título    | Club              | País  | Año  |
| --------- | ----------------- | ----- | ---- |
| Primera B | Rangers           | Chile | 1988 |
| Primera B | Provincial Osorno | Chile | 1992 |